# 1270.
◄ | 12. stoljeće | 13. stoljeće | 14. stoljeće | ►
◄ | 1240-ih | 1250-ih | 1260-ih | 1270-ih | 1280-ih | 1290-ih | 1300-ih | ►
◄◄ | ◄ | 1267. | 1268. | 1269. | 1270. | 1271. | 1272. | 1273. | ► | ►►
Arhitektura • Astronomija • Glazba • Knjige • Književnost • Kršćanstvo • Medicina • Pravo • Promet • Znanost

## Rođenja
- Sv. Julijana Falconieri, svetica († 1341.)
- 12. ožujka – Karlo Valois, grof Valoisa i titularni Latinski Car († 1325.)

## Smrti
- 18. siječnja – Margareta Ugarska, mađarska svetica (* 1242.)

## Vanjske poveznice
|  | Zajednički poslužitelj ima još gradiva o temi 1270. |